# 5238 Naozane
5238 Naozane eller 1990 VE2 är en asteroid i huvudbältet som upptäcktes den 13 november 1990 av de båda japanska astronomerna Tsutomu Hioki och Shuji Hayakawa i Okutama. Den är uppkallad efter japanen Naozane Jiro Kumagaya.
Asteroiden har en diameter på ungefär 5 kilometer och den tillhör asteroidgruppen Baptistina.